# الکساندرا گری
الکساندرا گری (به انگلیسی: Alexandra Grey) (زاده ۴ ژانویهٔ ۱۹۹۱) بازیگر، موسیقی‌دان آمریکایی است.
او یک زن ترنس است.
از فیلم‌هایی که وی در آن نقش داشته‌است می‌توان به کی-۱۱، مستقیم از کامپتن اشاره کرد.